# Оазис Бангера
Оа́зис Ба́нгера (Бангер-Хиллз; англ. Bunger Hills, Bunger Lakes, Bunger Oasis) — антарктический оазис на побережье Антарктиды, в западной части Земли Уилкса (берег Нокса моря Моусона). Расположен на 46 км южнее острова Милл. Открыт американским лётчиком Дэвидом Э. Бангером, который в феврале 1947 года приземлился на лёд замёрзшего озера в этом районе.
Площадь оазиса 450 км² (между 65°58' и 66°20' южной широты, 100°28' и 101°20' восточной долготы. Однако некоторые определяют площадь 750 км² и более — до 942 км²). Хотя сам оазис свободен ото льда, он окружён ледниками. С юго-востока оазис Бангера ограничен крутыми склонами материковых льдов, с юга и запада — выводными ледниками, на севере — шельфовым ледником Шеклтона, отделяющим его от открытого моря.
Рельеф низкогорно-холмистый; много пресных и солёных озёр. Самое крупное и глубокое — Фигурное (длина 25 км, глубина до 137 м). В летнее время появляется сеть временных наледниковых ручьёв.
В 1956—1959 здесь проводила исследования советская (позже польская) научная станция Оазис (Добровольский).